# Nicolas Faure
Nicolas Faure (* 1. Dezember 1949 in Genf) ist ein Schweizer Fotograf und Hochschullehrer.

## Leben und Werk
Nicolas Faure absolvierte von 1968 bis 1971 eine Ausbildung als Goldschmied und reiste in den folgenden drei Jahren durch den Mittleren und Fernen Osten. Als Autodidakt bildete er sich zum Fotografen aus und war von 1975 bis 1980 in New York als Goldschmied und Fotograf tätig. Von 1981 bis 1983 war er Lehrer für Fotografie an der Universität Genf und von 2001 an Professor an der Lausanner Kunsthochschule, der Ecole Cantonale d'Art de Lausanne (ECAL). 1980, 1986 und 1988 erhielt er den Design Preis Schweiz und 1992 den Kodak Preis Fotografie.
Seine Bilder sind in Bildbänden und zahlreichen Zeitschriften, unter anderem in Geo, publiziert worden und befinden sich zum Beispiel im Fotomuseum Winterthur und im New Yorker Museum of Modern Art.
Bekannt wurde er durch seine umfangreichen Fotoserien über die Schweizer Autobahnen. In seinen Büchern bzw. Ausstellungen Autoland. Bilder aus der Schweiz und Landschaften A beschäftigt er sich mit der Umgestaltung der Landschaft durch die Technik. Die 2005 erschienene Serie Landschaften A (das A steht für das Verkehrszeichen Autobahn) ist eine Dokumentation über die Ausformung der Autobahnränder, über einen Raum, der als Übergang zur landschaftlichen Umgebung gestaltet wurde. Durch diese Integrationsbemühungen entstanden eigentümliche künstliche Landschaften, die der Fotograf sorgfältig bekundet hat. Der Autofahrer kann sie wegen seiner Fahrtgeschwindigkeit nicht wahrnehmen, für den Fussgänger sind sie unzugänglich. Faure entdeckt diese künstlichen Räume als Orte eigentümlicher Schönheit.
Nicolas Faure lebt in Meyrin. Er hat mit den Bildern über seine Gemeinde, in der mehr als 100 Nationalitäten leben, in seinem Werk Multikultur im Vorort – Meyrin ein Manifest der multikulturellen Schweiz geschaffen. Dazu porträtierte er 80 Familien in ihrer Lebensumwelt: in ihren Wohnungen mit den Erinnerungsstücken und Mobiliar.

## Zitat
„Seine Bilder zeigen die gegenwärtige, die reale Schweiz, ohne auszublenden, was andere aus dem Bild rücken: Abfallverbrennungsanlagen, Baggerseen, Tunnelportale, neonbeleuchtete Tankstellen. Seine Fotografien sind akribisch genau, in einer ruhigen Ästhetik der Selbstverständlichkeit.“

## Ausstellungen

### Einzelausstellungen
- 1991:	Musée de l’Elysée, Lausanne, Pierres fétiches
- 1998:	Fotomuseum Winterthur, Von einer Schweiz zur andern
- 1999: Museum für Gestaltung Zürich, Autoland
- 2005:	Musée de l’Elysée, Lausanne, Paysages A - jardins de la vitesse

### Gruppenausstellungen
- 1981:	Musée d’art et d’histoire (Genf)
- 1982:	Museum of Modern Art, New York, New Acquisitions
- 1992:	Berlinische Galerie, Sprung in die Zeit
- 1997:	Kunsthalle Wien, Alpenblick
- 1998: Deutsches Architekturmuseum, Frankfurt am Main
- 2000:	Musée d’Art Moderne et Contemporain de Strasbourg
- 2006/2007: Kunsthaus Zürich

## Veröffentlichungen
- Good bye Manhattan. Panorama-Verlag, München 1984, ISBN 3-907506-82-0
- Switzerland on the rocks. Einführung Thomas Hürlimann. Museum für Gestaltung, Zürich 1992, ISBN 3-905080-17-6
- Claudia Schnieper / Nicolas Faure: Die Schweiz vor Christus. Rätsel der Urzeit. Mondo-Verlag, Vevey 1993, ISBN 2-88168-370-3
- Multikultur im Vorort – Meyrin. Commune de Meyrin. Text: André Klopmann, Scalo, Zürich 1995, ISBN 3-931141-07-1
- Von einer Schweiz zur anderen. Ausstellungskatalog. Texte: Adolf Muschg u. a., Scalo, Zürich 1998, ISBN 3-931141-83-7
- Autoland. Bilder aus der Schweiz. Museum für Gestaltung, Zürich 1999, ISBN 3-908247-11-X
- Landscape A. Steidl, Göttingen 2005, ISBN 3-86521-212-3